# 尾鈴山
尾鈴山（おすずやま）は、日本国九州地方の宮崎県に位置する山である。“御鈴山”とも表記する。

## 概要
尾鈴山は、九州の中央部を北東から南西にかけて連なる九州山地の東部に位置する標高1405.2mの山である。山頂は東側が宮崎県児湯郡都農町、西側が同郡木城町に属し、また、山頂の北約750mにある支峰の一つ万吉山の東西稜線より北側は宮崎県日向市、山頂の南約6.4kmにある峠の一つ大戸(うとん)越より南東側は宮崎県児湯郡川南町にそれぞれ属している。
尾鈴山とその周囲に連なる支峰を含めた直径約15kmの山塊は、尾鈴山地(おすずさんち)と呼ばれている。尾鈴山地には原生林や固有種の植生が確認されており、また、降水量の多さと極めて硬い地質によって、尾鈴山瀑布群と名付けられた数多くの滝が存在する。これらの豊かで個性的な自然環境が広がる面積約133平方kmの一帯は、宮崎県の尾鈴県立自然公園に指定されており、自然探勝などを目的とした来訪者のために九州自然歩道をはじめとした遊歩道や登山道などが整備されている。特に、日本二百名山の一つに数えられている尾鈴山の頂上へと至る登山道や、日本の滝百選に選定されている矢研の滝に至る遊歩道は人気のコースとなっている。
尾鈴山への到達方法は複数存在するが、東の都農町方面からが便利であり一般的である。麓にある駐車場から山頂までは、林道（一般車両通行禁止）と登山道を利用して徒歩で所要3時間余りである。

## 地理

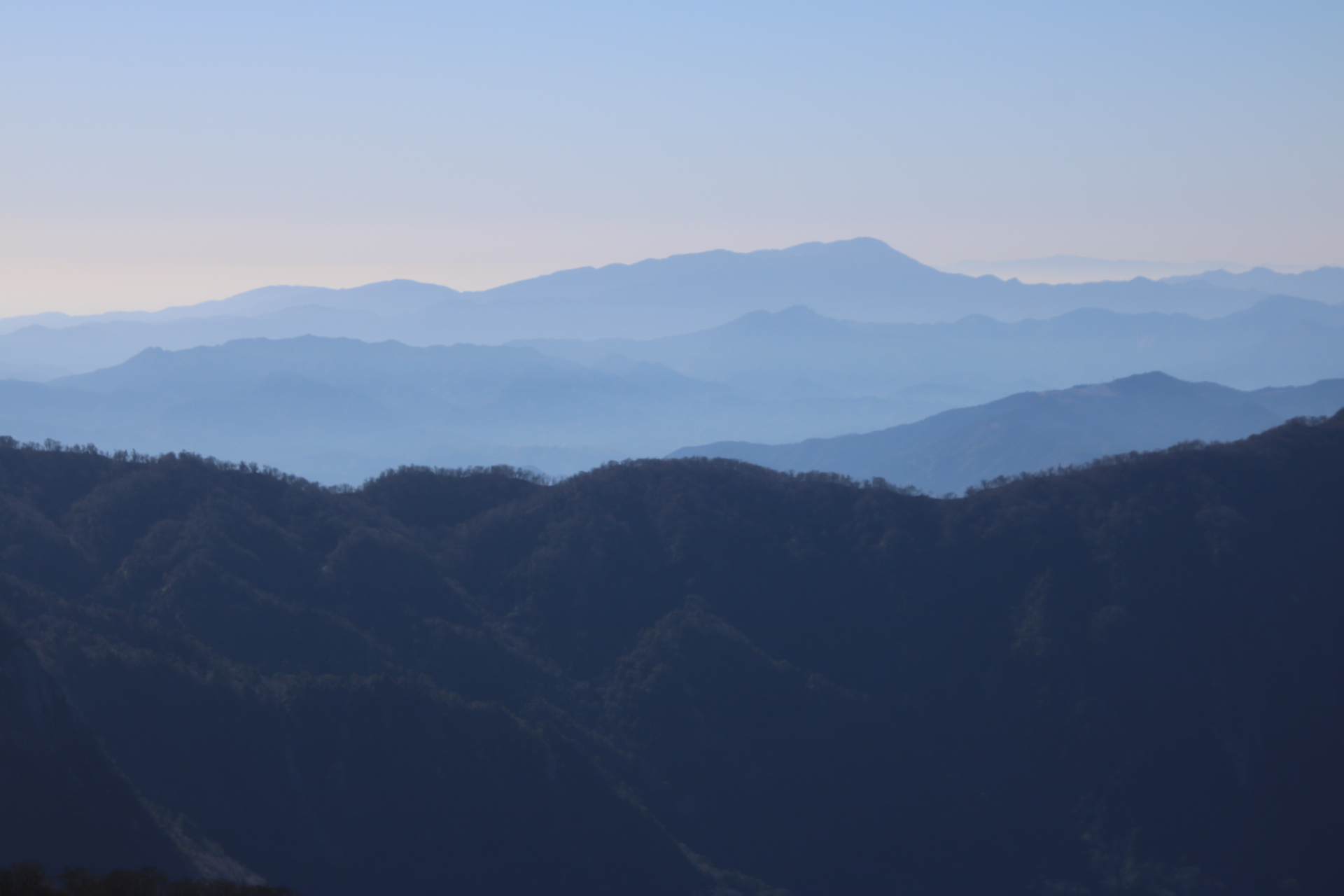
北に50kmほど離れた大崩山から見た尾鈴山（奥）

### 尾鈴山地
尾鈴山を主峰として、北方に万吉山（標高1,318m）、神陰山（同1271.9m）、南方に長崎尾（同1,373.4m）、矢筈岳（同1,330m）、黒原山（同1,217m）、春山（同1,162.3m）、上面木山（同897m）、東方に角崎山（同1,070.9m）、権現尾（同974.6m）などの支峰を従えた山塊を構成し、西側から南側を小丸川、北側を耳川とその支流である坪谷川、南東側を宮崎平野に囲まれている。
尾鈴山の頂上には一等三角点が、上面木山の南陵線上には二等三角点がそれぞれ置かれ、またその他のいくつかの支峰の頂には三等三角点が設置されている。
| 山岳名称     | 三角点名称 (等級) | 標高(m) | 位置[北緯/東経]                  | 備考                                                       |
| ------------ | ----------------- | ------- | -------------------------------- | ---------------------------------------------------------- |
| 尾鈴山       | 尾鈴山(1)         | 1405.18 | 32ﾟ17'57".4835 / 131ﾟ25'35".7119 | 都農町と木城町との行政界。                                 |
| 長崎尾       | 長崎尾(3)         | 1373.39 | 32ﾟ17'11".4302 / 131ﾟ25'33".4635 | 都農町と木城町との行政界。                                 |
| 矢筈岳       | －                | 1330.__ | 32ﾟ16'50".____ / 131ﾟ25'47".____ | 都農町と木城町との行政界。                                 |
| 万吉山       | －                | 1318.__ | 32ﾟ18'22".____ / 131ﾟ25'32".____ | 都農町、木城町と日向市との行政界。                         |
| 神陰山       | 神蔭(3)           | 1271.93 | 32ﾟ18'48".3425 / 131ﾟ26'48".2218 | 都農町と日向市との行政界。                                 |
| 黒原山       | －                | 1217.__ | 32ﾟ16'22".____ / 131ﾟ25'52".____ | 都農町と木城町との行政界。                                 |
| 春山         | 春山(3)           | 1162.29 | 32ﾟ15'35".3345 / 131ﾟ25'58".0062 | 都農町と木城町との行政界。南矢筈岳。                       |
| 角崎山       | 角崎山(3)         | 1070.94 | 32ﾟ18'08".8134 / 131ﾟ27'37".4215 | 都農町。                                                   |
| 権現尾       | 権現尾(3)         | 974.60  | 32ﾟ16'15".0138 / 131ﾟ27'20".5967 | 都農町。                                                   |
| 矢櫃岳       | 矢櫃(3)           | 964.69  | 32ﾟ18'48".8980 / 131ﾟ23'46".1598 | 木城町と日向市との行政界。国土地理院の地形図には表記なし。 |
| 上逆瀬山     | 上坂瀬(3)         | 931.10  | 32ﾟ18'34".8110 / 131ﾟ29'02".0404 | 都農町と日向市との行政界。                                 |
| －           | 川口(3)           | 903.06  | 32ﾟ17'44".1280 / 131ﾟ23'01".8844 | 木城町。                                                   |
| 上面木山     | －                | 897.__  | 32ﾟ14'15".____ / 131ﾟ26'35".____ | 木城町と川南町との行政界。                                 |
| 畑倉山       | 畑倉(3)           | 849.20  | 32ﾟ17'45".1694 / 131ﾟ29'49".4870 | 都農町と日向市との行政界。                                 |
| －           | 三方境(4)         | 836.42  | 32ﾟ19'08".3965 / 131ﾟ28'20".6591 | 都農町と日向市との行政界。                                 |
| －           | 夏木(2)           | 796.98  | 32ﾟ13'37".2665 / 131ﾟ26'38".5971 | 木城町と川南町との行政界付近。                             |
| －           | 旗口(4)           | 796.28  | 32ﾟ14'44".4218 / 131ﾟ25'39".3894 | 木城町。                                                   |
| 西林山       | 西林(3)           | 785.92  | 32ﾟ20'42".0329 / 131ﾟ28'48".5483 | 日向市。                                                   |
| －           | 上面木(3)         | 769.53  | 32ﾟ14'18".0204 / 131ﾟ27'23".9571 | 川南町。上面木山の頂上の東約1.3kmの稜線上。                |
| －           | 上宇越(4)         | 749.99  | 32ﾟ18'57".1936 / 131ﾟ29'50".6166 | 日向市。                                                   |
| (参考)大戸越 | －                | 723.__  | 32ﾟ14'33".____ / 131ﾟ26'19".____ | 都農町、木城町と川南町との行政界にある峠。標高は概算値。   |

### 河川
尾鈴山周辺には、尾鈴山を水源とし上流部で瀑布群を形成する名貫川、九州中央部を水源とする小丸川や耳川など、一級河川1本と二級河川6本が流れており、これらの河川はすべて日向灘（太平洋）に注ぎ込んでいる。多くの河川では、河川敷や河川沿いに公園、キャンプ場、遊歩道などのレクリエーション施設が各所に整備され、また豊富な水量に支えられた水力発電施設や農業用水、飲料水用の貯水池が各所に点在する。
名貫川は、上流から下流に至るまでASPT値7.6の良好な水質を誇り、上流の渓流は1992年に宮崎の名水の一つに選ばれている。
| 河川名               | 延長 (km) | 総延長 (km)      | 主な水源(山頂標高) | 水系             | 水系指定日              |
| 河川名               | 備考(経路、施設) | 備考(経路、施設) | 備考(経路、施設)   | 備考(経路、施設) | 備考(経路、施設)        |
| -------------------- | --- | ---------------- | ------------------ | ---------------- | ----------------------- |
| 耳川(みみかわ)       | 94.800 | 227.613          | 国見山(1738.8m)    | 二級             | 1919年(大正8年)9月18日  |
| 耳川(みみかわ)       | 中流域で尾鈴山北麓を西から東に流れる坪谷川(つぼやがわ)と合流する。 坪谷川は尾鈴山の北の支峰である万吉山を水源とする大内川などの二次支川を集める。                        |                  |                    |                  |                         |
| 小丸川(おまるがわ)   | 73.000 | 149.400          | 尾崎山(1438.2m)    | 一級             | 1919年(大正8年)9月18日  |
| 小丸川(おまるがわ)   | 中流域で尾鈴山西麓の矢櫃谷、春山谷などと合流して南下する。 中下流域の川原自然公園ではキャンプ、釣り、サイクリング等を楽しめる。 下流域で黒水川、切原側などを合流させる。 |                  |                    |                  |                         |
| 平田川(へだがわ)     | 16.000 | 28.033           | 上目木山(897m)     | 二級             | 1947年(昭和22年)1月10日 |
| 平田川(へだがわ)     | 上流部の青鹿ダムと青鹿溜池周辺には青鹿自然公園キャンプ場が整備されている。                                                                                               |                  |                    |                  |                         |
| 名貫川(なぬきがわ)   | 14.700 | 14.700           | 尾鈴山(1405.2m)    | 二級             | 1929年(昭和4年)8月9日   |
| 名貫川(なぬきがわ)   | 尾鈴山の東麓を水源として瀑布群を形成しながら南東に下る。 上流域には尾鈴キャンプ場が整備されている。 河口付近の河川敷はトーヨータイヤのテストコースが存在する。           |                  |                    |                  |                         |
| 心見川(こころみがわ) | 7.750 | 13.898           | 畑倉山(849.2m)     | 二級             | 1961年(称さ63年)4月14日 |
| 心見川(こころみがわ) | 畑倉山の東斜面を水源とする。 中流域に観音滝(直瀑)が存在する。 |                  |                    |                  |                         |
| 石並川(いしなみがわ) | 6.900 | 6.900            | 神陰山(1271.9m)    | 二級             | 1929年(昭和4年)8月9日   |
| 石並川(いしなみがわ) | 神陰山の北東麓を水源として東進する。 中流域に産巣日(むすび)滝があり、下流域に石並川キャンプ場が整備されている。                                                          |                  |                    |                  |                         |
| 都農川(つのがわ)     | 5.208 | 9.636            | 相見山(640.3m)     | 二級             | 1957年(昭和32年)9月20日 |
| 都農川(つのがわ)     | 相見山山頂付近には尾鈴神社が存在する。 下流域には道の駅つのに隣接して公園が整備されている。                                                                              |                  |                    |                  |                         |

### 降水量
尾鈴山を擁する宮崎県の全域が年間降水量2,000mmを超える多雨地域で、その中でも尾鈴山周辺は宮崎県南部に次いで降水量が多く、年間降水量は約3,000mmに達する。この値は日本全国平均の1.8倍、世界平均の3.5倍である。6月から9月にかけての4か月間は降水量が特に多く、この期間に年間降水量の約60%の降雨がある。
| 観測地 | 標高 (m) | 年間降水量(mm) | 年間降水量(mm)  | 年間降水量(mm)  | 緯度/経度 (山頂からの方位、距離)     | 対象データ (年) | 備考                                                 |
| 観測地 | 標高 (m) | 平均           | 最多            | 最小            | 緯度/経度 (山頂からの方位、距離)     | 対象データ (年) | 備考                                                 |
| ------ | -------- | -------------- | --------------- | --------------- | ------------------------------------ | --------------- | ---------------------------------------------------- |
| 矢櫃岳 | 964      | 2753.5         | 3407.0 (1985年) | 1840.0 (1981年) | 32ﾟ18.8' / 131ﾟ23.7' (西北西約3.3km) | 1980～1986      | 1982～1984年はデータ欠損。 1987年2月を以て観測停止。 |
| 都農   | 61       | 3135.3         | 4805.0 (1993年) | 1809.0 (2009年) | 32ﾟ17.0' / 131ﾟ35.5' (東約11.0km)    | 1980～2021      | 1982年、1990年はデータ欠損。                         |
| 神門   | 250      | 3349.8         | 4469.5 (2012年) | 2353.0 (2017年) | 32ﾟ23.1' / 131ﾟ19.9' (北西約13.0km)  | 2011～2021      |                                                      |

### 尾鈴山瀑布群

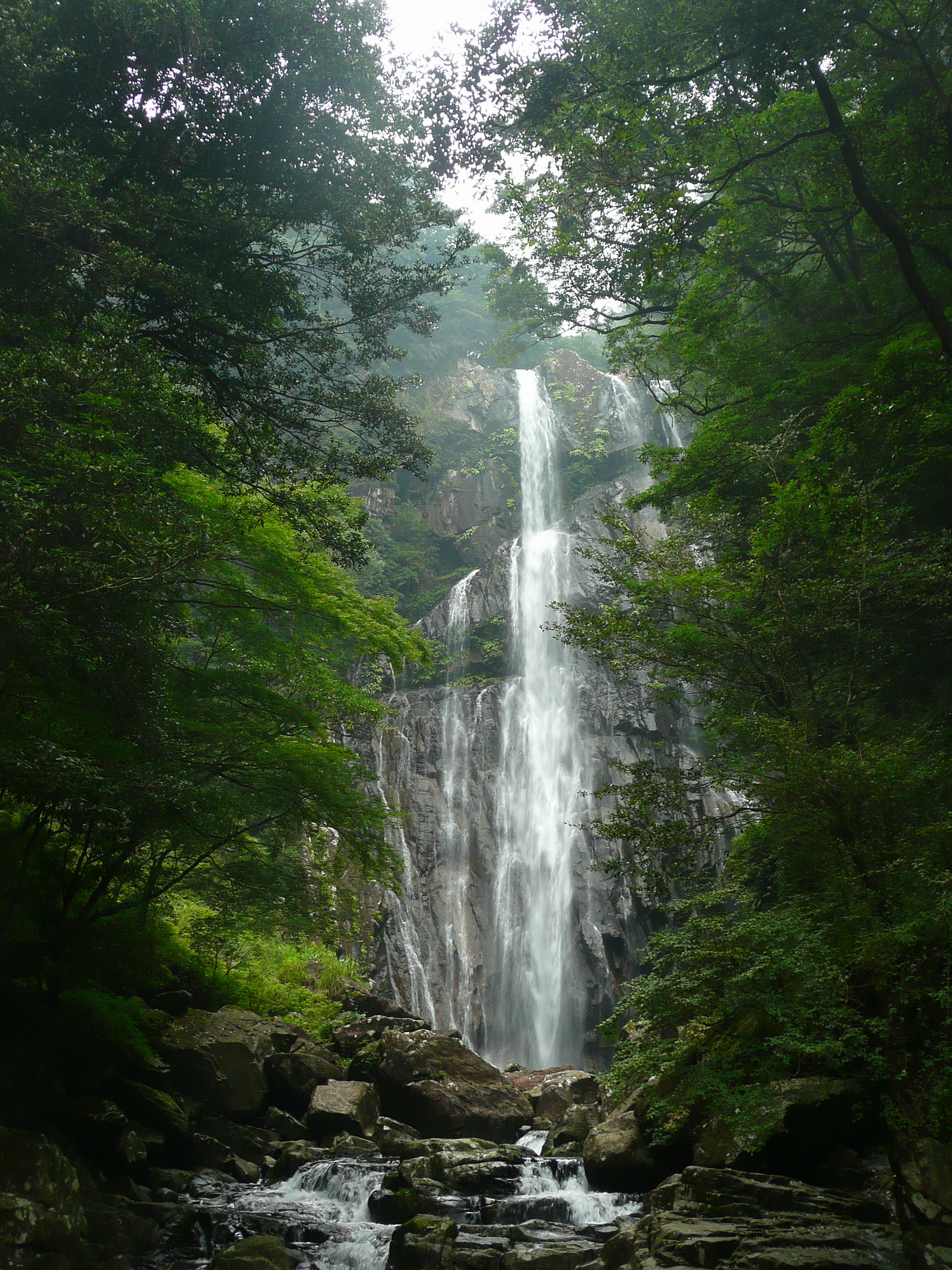
矢研の滝

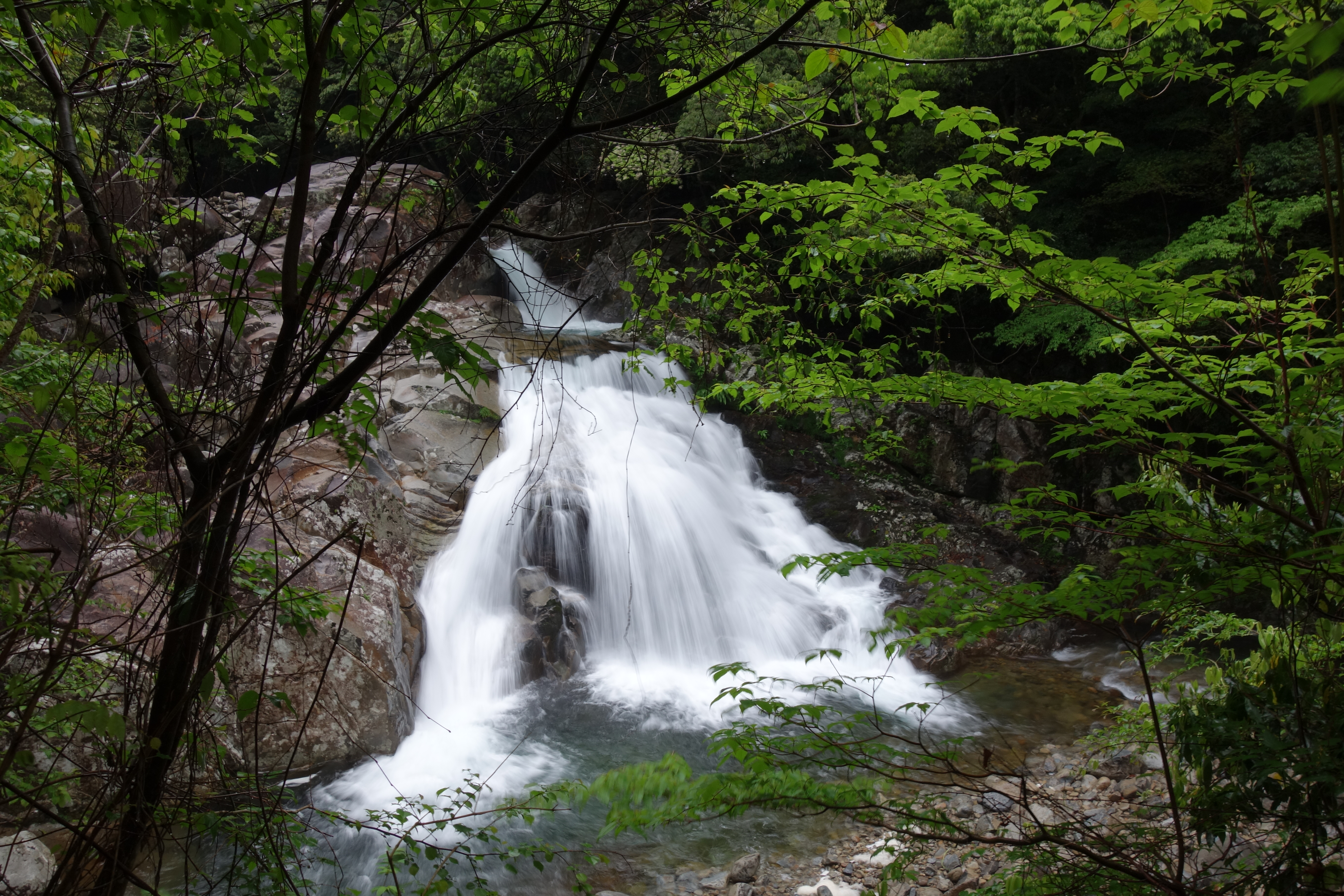
次郎四郎滝

尾鈴山の東側山麓を南東へと流下する名貫川によって刻まれた矢研谷、甘茶谷、欅谷の各渓谷存在する複数の滝は、1944年(昭和19年)3月7日に名勝尾鈴山瀑布群に指定された。
尾鈴山瀑布群は、瀑布としては日本で最初の名勝であり、日本の滝百選の一つ、落差73メートルの矢研の滝をはじめとした大小30を越える滝がある。名勝指定当時、内務省はその理由を「石英斑岩（せきえいはんがん）の堅岩より成り巍然（ぎぜん）たる雄姿と蓊欝（おううつ）たる密林とに由って其の名を知らる堅岩の侵蝕難渋なると渓流の水量豊富なるとの為。山中に岩見、榎の葉、磐石、蜂の巣、千疊、簾、紅葉、狹霧、白、涼み、矢研等各異色ある幾多の瀑布を蔵す。就中（なかんずく）矢研瀑中の白眉にして直下三十丈瀑音鼕々（とうとう）■沫■を打ち渓中の一偉観たり。」と記して、数多くの滝について高い評価を下している。
瀑布群は、欅谷が白滝コース、甘茶谷が尾鈴山登山コース、矢研谷が矢研の滝コースのそれぞれの遊歩道、登山道から確認することができる。
| 欅谷(けやきだに)             | 欅谷(けやきだに) | 欅谷(けやきだに) | 甘茶谷(あまちゃだに)           | 甘茶谷(あまちゃだに) | 甘茶谷(あまちゃだに) | 矢研谷(やとぎだに)     | 矢研谷(やとぎだに) | 矢研谷(やとぎだに) |
| 名称(よみ)                   | 落差             | 備考             | 名称(よみ)                     | 落差                 | 備考                 | 名称(よみ)             | 落差               | 備考               |
| ---------------------------- | ---------------- | ---------------- | ------------------------------ | -------------------- | -------------------- | ---------------------- | ------------------ | ------------------ |
| 紅葉の滝(もみじのたき)       | 34m              | 説明板あり。     | 岩見滝(いわみたき)             |                      |                      | 鈴見滝(いわみたき)     |                    |                    |
| 石楠花の滝(しゃくなげのたき) |                  |                  | 紫陽花の滝(あじさいのたき)     |                      | 名称看板あり。       | 二見滝(ふたみたき)     |                    |                    |
| 簾の滝(すだれのたき)         | 100m             | 名称看板あり。   | 次郎・四郎滝(じろうしろうたき) |                      | 名称看板あり。       | 青葉滝(あおばたき)     |                    |                    |
| 狭霧の滝(さぎりのたき)       |                  | 名称看板あり。   | 太郎滝(たろうたき)             |                      |                      | 若葉滝(わかばたき)     |                    |                    |
| 更紗の滝(さらさのたき)       |                  | 名称看板あり。   | 蜂の巣滝(はちのすたき)         |                      |                      | 時雨滝(しぐれたき)     |                    |                    |
| 安らぎの滝(やすらぎのたき)   |                  | 名称看板あり。   | 榎の葉滝(えのはたき)           |                      | 名称看板あり。       | 一枚滝(いちまいたき)   |                    |                    |
| 葉隠の滝(はがくれのたき)     |                  | 名称看板あり。   | 千畳滝(せんじょうたき)         |                      | 名称看板あり。       | 五段滝(ごだんたき)     |                    |                    |
| 篠懸の滝(すずかけのたき)     |                  |                  | 甘茶滝(あまちゃたき)           |                      |                      | 矢研の滝(やとぎのたき) | 73m                | 説明看板あり。     |
| 白滝(しらたき)               | 75m              | 説明板あり。     | 甘茶小滝(あまちゃこたき)       |                      |                      | 魚止滝(うおどめたき)   |                    |                    |
| 曙の滝(あけぼののたき)       |                  |                  | 擬宝珠滝(ぎぼしたき)           |                      |                      |                        |                    |                    |
|                              |                  |                  | 万吉滝(まんきちたき)           |                      |                      |                        |                    |                    |

## 自然環境
植生は、標高400メートル以下にイチイガシ、標高400-600メートルにウラジロガシ、標高600-1000メートルにモミやツガ、標高1000メートル以上にブナの林が分布する。山頂の南側にシャクナゲの群落があるほか、寒蘭の自生地もある。また、世界でも尾鈴山にしか見られないキバナノツキヌキホトトギス、尾鈴山地周辺地域にしか見られないウラジロミツバツツジ、ナガバナサンショウソウなどの固有種が分布する。イノシシ、シカなどのほか、ニホンカモシカの生息も確認されている。

## 地質
四万十層群と宮崎層群の間に割り込む形で分布する尾鈴酸性岩体と呼ばれる火成岩から成る。中新世の1500万年前、大規模な火砕流の噴出を伴う大噴火があり、耳川河口付近を中心とした直径40キロメートルの尾鈴カルデラと呼ばれるカルデラが形成された。火砕流は周辺に溶結凝灰岩の地層を残した。その後、カルデラの西側にマグマが貫入し花崗斑岩からなる岩体となった。これら一連の火山活動は数百万年に及んだ。やがて九州山地の隆起に伴って岩体が地表に露出したものが尾鈴山である。

## 歴史

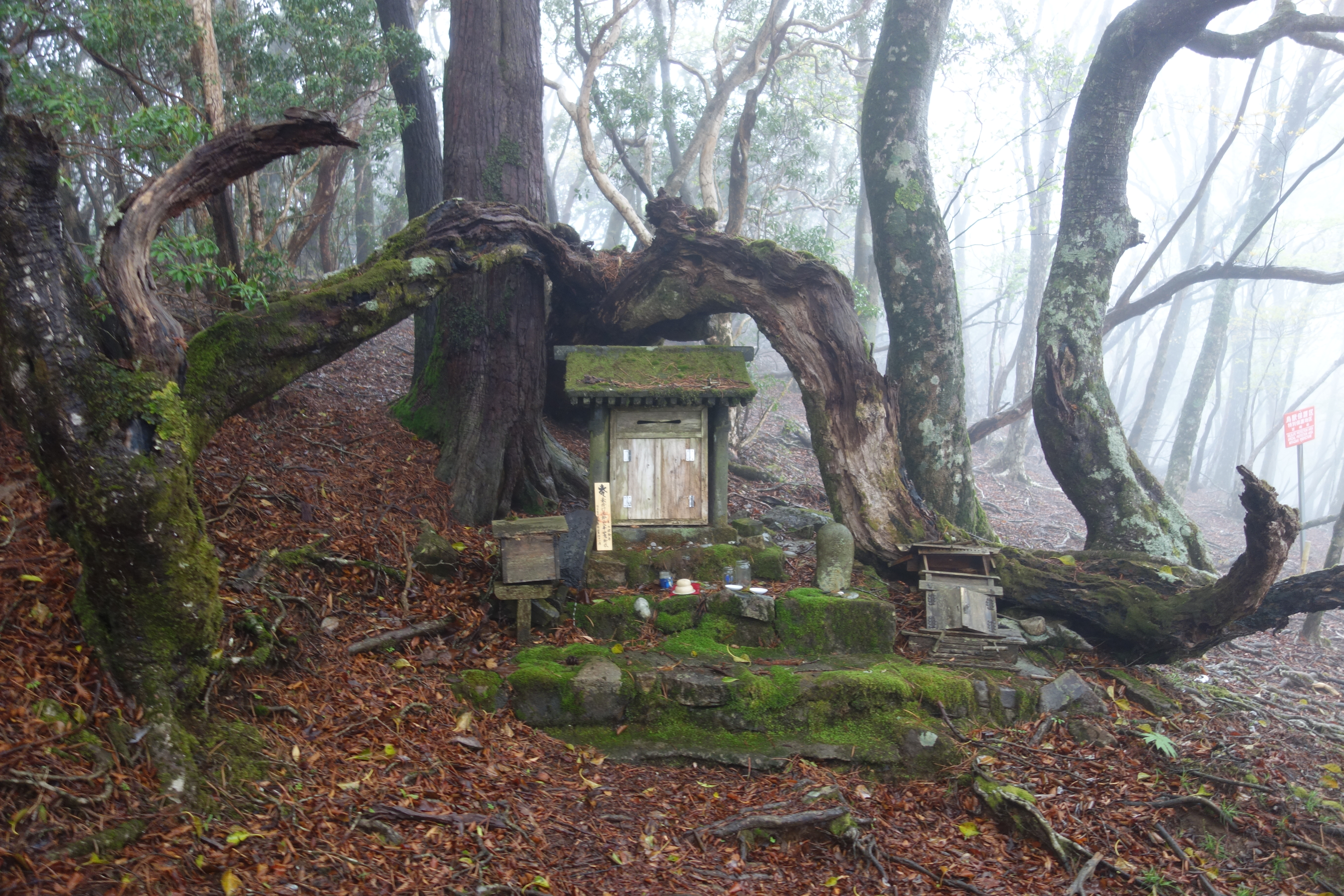
山頂北方の尾鈴神社上宮

古くは山麓の古地名「新納院」に因んで新納山（にいろさん）と呼ばれていた。「尾鈴山」の名称の由来については次のような伝説がある。山麓の牧場にしばしば白馬が出現し、後に山の神が白馬に乗って麓の神社を参詣したものであることがわかった。その際に鈴の音が聞こえたことから白馬は「お鈴様」と呼ばれるようになり、山名の由来となったというものである。また、山の尾根にスズタケが茂っていることから名付けられたともいわれる。
矢研の滝にはニギハヤヒが天の磐船に乗って天降した際に鏃（やじり）を研いだとする説があり、滝の上には「天の磐船」と呼ばれる巨石がある。また、神武東征において鏃を研いだとする説もある。
古くから山岳信仰の対象となっており、周辺の農民たちは山にかかる雲の様子で天候を予測したほか、日向灘を往来する船乗りたちもこの山を目印として船の位置を確認していた。旱魃の年にはしばしば雨乞いが行われた。中世には修験道の霊山となっており、瀑布群は修行のために利用されていた。
江戸時代においては高鍋藩の管轄下にあり林業が盛んであった。特に木炭は日向国における主要産地の一つであり、大阪などの市場へ出荷されていた。木材を運搬するために1909年（明治42年）から名貫川沿いに敷設された森林軌道（森林鉄道）が使われるようになり、1915年（大正4年）には都農土場（都農町市街地）まで、1924年（大正13年）には都農駅まで延長された。軌道はその後も1945年（昭和20年）頃まで整備が続けられたが、その後の台風被害や林道整備によって使われなくなり1958年（昭和33年）に廃止されている。
近代に入ってから観光地としての整備が行われ、1944年（昭和19年）に尾鈴山瀑布群が名勝に指定され、1958年（昭和33年）には128.5平方キロメートルが尾鈴県立公園（後の尾鈴県立自然公園）に指定されている。

## 施設・歩道
登山道は、山頂東麓の甘茶谷からのルートが一般的であるが、西側の板谷谷からのルート、南側の矢筈岳からの縦走路、北側の矢櫃谷からのルート（難路）もある。山頂には、それを示した標高を併記した看板と一等三角点があるが、付近にはスズタケや樹木が生い茂っているため眺望は良くない。かつては展望台があったが老朽化したため撤去されている。山頂北方に尾鈴神社上宮があり、鏃が奉納されている。

### 尾鈴県立自然公園
尾鈴県立自然公園は、尾鈴山塊のうち日向市域を除く都農町、木城町、川南町の3町に跨る13,301haの公園である。山麓には｢青鹿（せいろく）溜池｣、小丸川沿いに｢川原（かわばる）自然公園｣がありキャンプ場等が整備されている。その上流には武者小路実篤により1918年に開かれた新しき村がある。
- 野営場
  - 尾鈴キャンプ場
  - 木城えほんの郷
  - 青鹿自然公園キャンプ場
  - 川原自然公園

### 登山道
登山道は、東側の甘茶谷からのルートが一般的であり、他に西側の板谷谷からのルート、南側の矢筈岳からの縦走路、北西側の矢櫃谷からのルート（難路）もある。
山頂付近にはスズタケや樹木が生い茂っているため眺望は良くない。かつては展望台があったが老朽化したため撤去されている。山頂北方に尾鈴神社上宮があり、鏃が奉納されている。
- 東（甘茶谷）ルート
  - 複数ある尾鈴山頂上への登山道のうち最も一般的なルートで、甘茶谷を流れ落ちる複数の滝を確認することができる。
  - 第二駐車場からのアプローチが最もよい。
  - 標高740メートル付近で林道が二手に分かれる、どちらを進んでも山頂を目指すことができる。
  - 駐車場から白滝を目指す遊歩道に入っても山頂に至るコースがある。
- 南（矢筈岳）ルート[注釈 8]
  - 木城町石河内にて県道22号線から分岐する町道からやがて春山林道に入り県道分岐から6.5km程の地点に車を停められる小広場と登山道入口の木製階段がある。
  - 春山林道に入らず町道から右折して黒谷林道に入ると大戸越に至り、この峠にも駐車スペースがあり、南に上面木山、北に春山経由で矢筈岳に至る登山道がある。
- 西（板谷谷）ルート
- 北西（矢櫃谷）ルート
  - 日向市東郷町下三ケ（標高約210m）にて県道22号から分岐する矢櫃林道が山頂の西北西約1.7キロメートルの地点（標高約730m）まで整備されている。
  - 林道は一般車輌の通行は禁止されており、林道入口付近の旧県道脇のスペースに車を複数台停められるスペースがある。
  - 林道終点からは、尾鈴山と万吉山とを結ぶ稜線までの道程1.3km、標高差580mの山道を尾根沿いにほぼ直登する難所である[21]。
  - 利用者の少ない登山ルートのため、木城町[22]では尾鈴山を積極的にPRしていない。
- 北（万吉山）ルート
  - 日向市東郷町坪谷（標高約170m）にて国道446号から分岐する多武ノ木林道を坪谷川の支流である大内川沿いに道程5.7km、標高差520mほど入ると、登山道が左側に分岐する。
  - 登山道に入ると万吉山頂上までの標高差約630mは尾根沿いに直登が続き、特に標高1000m付近からは急登となる。
  - 多武ノ木林道は整備が行き届かず、降雨によって土砂崩れや路盤の崩落のために通行困難となる場合が度々ある[23]。最新情報は林野庁九州森林管理局宮崎北部森林管理署（電話:0982-52-2191）で確認できる。
- 北（矢研谷）ルート
  - 尾鈴キャンプ場から矢研の滝に向かう遊歩道をしばらく進み、途中で左に分岐する九州自然歩道に入る。
  - 途中で林道と合流するが、まもなく分岐する林道をはいると登山道がある。
  - 神陰山、万吉山の稜線を縦走する。
  - なお、九州自然歩道は一部不通となっている場合がある。

## 交通・アクセス

### 車
東九州自動車道都農インターチェンジから県道303号、40号、307号経由で尾鈴山駐車場まで約12km。

### 公共交通
公共交通機関は発達していないが、都農町中心街の「都農バス停」停留場や「道の駅つの」停留場などから尾鈴山駐車場の手前7km付近の「轟」停留場まで、都農町が運営するコミュニティバスが一日数本運行している。日豊本線の都農駅から「都農バス停」停留場までは徒歩15分程度。